# Lý Hoàng Nam
Lý Hoàng Nam (Ho Chi Minh, 25 febbraio 1997) è un tennista vietnamita.
Dal 2012 fa parte della squadra vietnamita di Coppa Davis e nel 2015 ha vinto il torneo di doppio di Wimbledon nella categoria ragazzi in coppia con Sumit Nagal.

## Statistiche
Aggiornate al 18 febbraio 2023.

### Tornei minori

#### Singolare

##### Vittorie (11)
| Legenda tornei minori |
| Challenger (0)        |
| Futures (11)          |

| No. | Data              | Torneo                               | Superficie | Avversario in finale  | Punteggio           |
| 1.  | 25 settembre 2016 | Vietnam F5, Thủ Dầu Một              | Cemento    | Masato Shiga          | 6-4, 6-2            |
| 2.  | 25 giugno 2017    | Thailand F3, Hua Hin                 | Cemento    | Yannick Jankovits     | 2-6, 7–6(5), 6-4    |
| 3.  | 31 ottobre 2021   | M15 Sharm El Sheikh, Sharm el-Sheikh | Cemento    | Hady Habib            | 6-2, 6-4            |
| 4.  | 28 novembre 2021  | M15 Cancun, Cancún                   | Cemento    | Giles Hussey          | 6-4, 6-4            |
| 5.  | 5 dicembre 2021   | M15 Cancun, Cancún                   | Cemento    | Rubin Statham         | 6-4, 6-4            |
| 6.  | 5 giugno 2022     | M15 Tay Ninh, Tay Ninh               | Cemento    | Thomas Fancutt        | 6-3, 6-4            |
| 7.  | 12 giugno 2022    | M15 Tay Ninh, Tay Ninh               | Cemento    | Dominik Palan         | 7–6(3), 6-2         |
| 8.  | 19 giugno 2022    | M15 Tay Ninh, Tay Ninh               | Cemento    | Digvijay Pratap Singh | 4-6, 7-5, 6-4       |
| 9.  | 31 luglio 2022    | M15 Kuala Lumpur, Kuala Lumpur       | Cemento    | Yuta Shimizu          | 7-5, 6-3            |
| 10. | 9 ottobre 2022    | M25 Tay Ninh, Tay Ninh               | Cemento    | Ajeet Rai             | 6-4, 6-4            |
| 11. | febbraio 2024     | M15 Nakhon Si Thammarat              | Cemento    | Sander Jong           | 6(4)–7, 7–6(2), 6–4 |

##### Sconfitte in finale (11)
| No. | Data             | Torneo                              | Superficie  | Avversario in finale | Punteggio     |
| 1.  | 19 novembre 2017 | Vietnam F2, Thủ Dầu Một             | Cemento     | Jonathan Gray        | 6(4)–7, 3-6   |
| 2.  | 18 marzo 2018    | India F3, Chandigarh                | Cemento     | Prajnesh Gunneswaran | 3-6, 4-6      |
| 3.  | 6 maggio 2018    | Vietnam F1, Huế                     | Cemento     | Tseng Chun-hsin      | 3-6, 6(0)–7   |
| 4.  | 28 ottobre 2018  | Vietnam F4, Tay Ninh                | Cemento     | Roman Safiullin      | 6(7)–7, 4-6   |
| 5.  | 4 novembre 2018  | Vietnam F5, Tay Ninh                | Cemento     | Roman Safiullin      | 6(5)–7, 4-6   |
| 6.  | 6 ottobre 2019   | M25 Tay Ninh, Tay Ninh              | Cemento     | Daniel Nguyen        | 2-6, 5-7      |
| 7.  | 27 marzo 2022    | M25 Toulouse-Balma, Balma           | Cemento (i) | Kenny de Schepper    | 3-6, 3-6      |
| 8.  | 17 aprile 2022   | M15 Chiang Rai, Chiang Rai          | Cemento     | Hong Seong-chan      | 3-6, 6-3, 5-7 |
| 9.  | 7 agosto 2022    | M15 Kuching, Kuching                | Cemento     | Yuta Shimizu         | 1-6, 2-6      |
| 10. | 28 agosto 2022   | Nonthaburi Challenger I, Nonthaburi | Cemento     | Valentin Vacherot    | 3-6, 6(4)–7   |
| 11. | 2 ottobre 2022   | M25 Tay Ninh, Tay Ninh              | Cemento     | Hsu Yu-hsiou         | 3-6, 2-6      |

#### Doppio

##### Vittorie (6)
| Legenda tornei minori |
| Challenger (0)        |
| Futures (6)           |

| Numero | Data              | Torneo                  | Superficie | Compagno                | Avversari in finale                     | Punteggio            |
| 1.     | 25 settembre 2016 | Vietnam F5, Thủ Dầu Một | Cemento    | Nguyễn Hoàng Thiên      | Gao Xin Shintaro Imai                   | 7–6(4), 7–6(4)       |
| 2.     | 6 novembre 2016   | Vietnam F9, Thủ Dầu Một | Cemento    | Chen Ti                 | Moon Ju-hae Noh Sang-woo                | 6-2, 4-6, [10-5]     |
| 3.     | 16 luglio 2017    | China F12, Shenzhen     | Cemento    | Sun Fajing              | Francis Casey Alcantara Karunuday Singh | 6-4, 6-4             |
| 4.     | 13 maggio 2018    | Vietnam F2, Huế         | Cemento    | Nguyễn Văn Phương       | Wong Chun-hun Yeung Pak-long            | 3-6, 6-3, [10-8]     |
| 5.     | 28 ottobre 2018   | Vietnam F4, Tay Ninh    | Cemento    | Lê Quốc Khánh           | Francis Casey Alcantara Markus Eriksson | 6-4, 6(6)–7, [12-10] |
| 6.     | 12 giugno 2022    | M15 Tay Ninh, Tay Ninh  | Cemento    | Francis Casey Alcantara | Park Ui-sung Son Ji-hoon                | 6-3, 6-1             |

##### Sconfitte in finale (8)
| Numero | Data              | Torneo                   | Superficie | Compagno              | Avversari in finale                     | Punteggio        |
| 1.     | 18 settembre 2016 | Vietnam F4, Thủ Dầu Một  | Cemento    | Ouyang Bowen          | Ahmed Deedat Abdul Razak Chiu Yu-hsiang | 6-4, 3-6, [7-10] |
| 2.     | 11 giugno 2017    | Singapore F3, Singapore  | Cemento    | Yuichi Ito            | Francis Casey Alcantara Sem Verbeek     | 6(3)–7, 2-6      |
| 3.     | 15 ottobre 2017   | Thailand F8, Thailandia  | Cemento    | Yuichi Ito            | Pruchya Isaro Masato Shiga              | 3-6, 1-6         |
| 4.     | 11 marzo 2018     | India F2, Calcutta       | Cemento    | Carlos Boluda Purkiss | Arjun Kadhe Vijay Sundar Prashanth      | 2-6, 7-5, [5-10] |
| 5.     | 6 maggio 2018     | Vietnam F1, Huế          | Cemento    | Lê Quốc Khánh         | Wong Chun-hun Yeung Pak-long            | 6(5)–7, 4-6      |
| 6.     | 4 novembre 2018   | Vietnam F5, Tay Ninh     | Cemento    | Roman Safiullin       | Francis Casey Alcantara Markus Eriksson | 7-5, 4-6, [7-10] |
| 7.     | 9 giugno 2019     | M25 Hong Kong, Hong Kong | Cemento    | Blake Ellis           | Shintaro Imai Yuta Shimizu              | 4-6, 4-6         |
| 8.     | 19 giugno 2022    | M15 Tay Ninh, Tay Ninh   | Cemento    | Lê Quốc Khánh         | Shohei Chikami Masamichi Imamura        | 5-7, 1-6         |